# 托马斯·卡沃内利
托马斯·卡沃内利（西班牙語：Tomás Carbonell，1968年8月7日—），生于巴塞罗那，西班牙男子网球运动员。他曾搭档比希尼婭·魯阿諾·帕斯夸爾获得2001年法国网球公开赛混合双打冠军。